# Липовый Донец
Липовый Донец — река в России, протекает в Прохоровском и Белгородском районах Белгородской области. Устье реки находится в 1003 км по правому берегу реки Северский Донец. Длина реки составляет 27 км. Болотный комплекс с незамерзающими родниками и ольшанниками в пойме реки Липовый Донец около сел Непхаево, Вислое, Терновка и Шопино имеет статус комплексного заказника.

## Данные водного реестра
По данным государственного водного реестра России относится к Донскому бассейновому округу, водохозяйственный участок реки — Северский Донец от истока до границы РФ с Украиной без бассейнов рек Оскол и Айдар, речной подбассейн реки — Северский Донец (российская часть бассейна). Речной бассейн реки — Дон (российская часть бассейна).
Код объекта в государственном водном реестре — 05010400112107000010726.

### Притоки (км от устья)
- 5 км: река Ерик (Колодезь Ерик, Эрик, Колодезь Эрик)

## Населённые пункты
На реке Липовый Донец находятся следующие населённые пункты (в порядке от истока к устью):
- Лучки
- Тетеревино
- Петровский
- Рождественка
- Непхаево
- Новые Лозы
- Вислое
- Дружный
- Калинин
- Терновка
- Красный Восток
- Шопино
- Беломестное